# 哈維山
66°55′S 50°48′E / 66.917°S 50.800°E
哈維山（英語：Mount Harvey）是南極洲的山峰，位於阿蒙森灣以東，屬於圖拉山脈的一部分，處於格利德爾山東北面約11公里，該山峰在1955年由澳大利亞的探險隊被發現。